# 坂本貞吉
坂本 貞吉（さかもと さだよし）は、戦国時代から江戸時代初期にかけての武将。甲斐武田氏に仕えた後に徳川家康に仕え、江戸幕府旗本となった。

## 生涯
武田家家臣で、駿河国田中城の守備にあたっていた坂本貞次の子。貞吉も武田勝頼に仕えた。天正10年（1582年）に武田家が滅亡すると、父の貞次とともに徳川家康に召し出された。徳川家では大番士となり、長久手の戦いに従軍した。
徳川家康の関東入部の翌年、天正19年（1591年）に「采地の御朱印」を発給されている（父の貞次が天正18年（1590年）に相模国高座郡で370余石を与えられている）。慶長5年（1600年）には上田合戦（第二次）に参加。
慶長12年（1607年）1月1日、51歳で没。知行地である相模国高座郡深見村（現在の神奈川県大和市深見）の仏導寺に葬られた。家督は長男の重安が継いだ。

## 備考
- 神奈川県大和市深見の仏導寺には「坂本家の墓」3基（市指定重要有形文化財）があり、被葬者は貞吉、貞吉夫人、貞吉の二男の貞俊（晩年は病気により兄・重安の知行地である深見村で隠棲した[1]）であると考えられている[2]。なお重安以後、坂本家は代々江戸の寺を葬地としている。